# Luristan (film)
|  | Denne artikel er oprettet af botten PalnaBot ud fra en ekstern database. Den kan derfor have sproglige fejl eller mangler. Denne skabelon kan fjernes efter kontrol af indholdet. |

Luristan er en film instrueret af Svend Aage Lorentz efter manuskript af Svend Aage Lorentz.

## Handling
Luristan er en provins i det sydvestlige Iran, Persien, hvor Kampsax i disse år trækker en vej gennem vildsomme egne over en strækning af 300 km. Under arbejdet stødte man to-tre meter ned på betydelige ophobninger af Luristan-bronzer - pragtfulde kunstgenstande, der har tilhørt svundne tiders persiske stormænd. Civilingeniør Jørgen Saxild foranledigede, at Nationalmuseet rejste ned med en arkæologisk ekspedition. Aftalen med den persiske stat blev, at Nationalmuseet kunne hjemføre halvdelen af de opgravede genstande, og den anden halvdel går til samlingerne i Teheran.